# 析數
析數，又稱析數格，是指在一定的語境中，將某一數目，有目的地拆開來加以分列，析成若干可以相加減乘除的小數量的一種修辭法。可分為加數、減數、乘數、除數四類。

## 分類

### 加數
- 概述：兩數相加。
- 例句：
  - 「北斗七星三四點，南山萬壽十千年。」── 三+四=七。
  - 「吾十有五而志於學。」（《論語·為政》）── 十有五，十五歲。

### 乘數
- 概述：兩數相乘，通常前數小於後數。
- 例句：
  - 「三五之夜，明月半牆。」（歸有光〈項脊軒志〉）── 三五，農曆十五日。
  - 「三五明月滿，四五蟾兔缺。」（〈古詩十九首·孟冬寒氣至〉）── 三五，十五日；四五，二十日。
  - 「阿舒已二八，懶惰故無匹。」（陶淵明〈責子詩〉）── 二八，十六歲。

### 除數
- 概述：即「分數」，前數為分母，後數為分子。前數必大於後數。
- 例句：
  - 「吾見之十八、九定矣，亦須道兄見之。」（杜光庭〈虬髯客傳〉）── 十八、九，十分之八、十分之九。
  - 「蓋予所至，比好遊者尚不能十一。」（王安石〈遊褒禪山記〉）── 十一，十分之一。
  - 「故關中之地，於天下三分之一，而人眾不過什三，然量其富，什居其六。」（《史記·貨殖列傳》）── 什三，（人口佔天下）十分之三；什居其六，（財富佔天下）十分之六。